# Каркано, Микеле
Мике́ле Ка́ркано (итал. Michele Carcano; 1427, Ломаццо, Миланское герцогство — 20 марта 1484, Лоди, Миланское герцогство) — итальянский монах-францисканец, проповедник, создатель благотворительных больниц и ломбардов монте ди пьета.

## Биография
Родился в 1427 году в Ломаццое. Отец — Донато Каркано, мать — Кремондина Безоцци, оба — выходцы из патрицианских семей. Возможно, под воздействием проповедей впоследствии канонизированного Бернардина Сиенского, произнесённых в Милане в 1442—1443 годах, вступил в орден Францисканцев. Присутствовал на канонизации Бернардина в Риме в 1450 году, после чего начал деятельность странствующего проповедника и со временем стал одним из самых заметных проповедников эпохи. Известно о его проповедях, произнесённых в различных городах Италии, преимущественно на Страстной неделе: в Мантуе (1454), во Флоренции (1455 и 1467), в Милане (1460 и 1471), в Перудже (1462), в Болонье (1464, 1469 и 1473), в Риети (1468), в Л’Акуиле (1472), в Венеции (1478), в Креме (1479), в Лоди (1484), а также по случаю Рождества во Флоренции в 1461 году. В том же 1461 году в течение примерно полугода (учитывая проезд туда и обратно) находился в Святой земле.
Каркано был известным обличителем наживы и сторонником благотворительности. На этом поприще известно его активное участие в создании больниц Оспедале-Маджоре в Милане в 1456 году, Оспедале-Сант-Анна в Комо в 1468 году, объединение многочисленных мелких больничек в единый центр в Пьяченце в 1471—1472 годах и начало работы по созданию больницы в Креме в 1479 году. Наиболее известен как создатель первого благотворительного ломбарда мо́нте ди пьета́, который открылся в 1462 году в Перудже. После Великопостных проповедей против евреев Каркано убедил городской совет Перуджи создать фонд для ссуд бедным: из 3000 флоринов 1000 должен был выделить муниципалитет, остальные 2000 предполагалось получить от еврейской общины, так появился первый ломбард. Следом открылись аналогичные заведения в Падуе в 1469 году и в Болонье в 1473 годе. Тем не менее, уделял монти ди пьета лишь незначительное внимание — так, падуанский монте вскорости закрылся и возобновил свою деятельность лишь позднее, будучи повторно основан Бернардином Фельтрским. 
Создание Каркано монти ди пьета и проповеди против наживы яростно осуждали ростовщичество. Поскольку значительной частью ростовщиков были евреи (данный вид деятельности осуждался и даже прямо запрещался католической церковью), это неизбежно вело Каркано к резкому антисемитизму. Вероятно, именно из-за антисемитизма Каркано епископ Тридента Йоханнес Хиндербах поручил тому в 1475 году распространение культа незадолго до этого причисленного к лику блаженных Симона Тридентского — маленького мальчика, якобы принесённого в жертву евреями. В 1471 году был изгнан из Миланского герцогства, по-видимому, за беспорядки, вызванные его проповедями о Марии Магдалине, в 1477 году правительство Венецианской республики (к которой относился Тридент), опасаясь массовых беспорядков и еврейских погромов, которые может вызвать распространение подобного культа, также выслали Каркано с её территории.
Микеле Каркано — участник многих генеральных капитулов ордена Францисканцев: в Риме (1458), в Л’Акуиле (1472) в Неаполе (1475), в Павие (1478) и в Ферраре (1481). В июле 1468 года был избран уполномоченным по обсервантской провинции Богемии, Польши и Австрии. Неоднократно имел проблемы с властями различных итальянских государств — так, помимо упомянутой выше высылки из Венецианской республики, был дважды (в 1471 и 1475 годах) запрещён к служению герцогом Миланским Галеаццо Марией Сфорцей по обвинениям в подстрекательстве к массовым беспорядкам, но несмотря на это в 1473 году был избран настоятелем конвента Сант-Анджело в Милане. 
Скоропостижно скончался 20 марта 1484 года в Лоди во время произнесения им проповеди по случаю Страстной недели.
Позднее был причислен к лику блаженных в качестве местночтимого для ордена Францисканцев. День памяти — 20 марта.
После его смерти репутация святого и приписывание некоторых чудес снискали ему всеобщее почитание, особенно в районе Ломбардии, и культ в Ордене миноритов. Анализ изображений блаженного францисканца, к которому добавились некоторые новые примеры, позволяет расширить число иконографических атрибутов, отличающих его, и уточнить их значение. Эти детали подчёркивают не столько его таланты чудотворца, сколько теологическую культуру Микеле Каркано, его неутомимую приверженность к произнесению антиростовщических и антиеврейских проповедей и принадлежность к меньшинству Обсерванс Каркано

## Воззрения
До наших дней не дошли тексты проповедей Микеле Каркано, которые тот произносил, как и многие другие странствующие проповедники своего времени, на народной латыни, перемежая её словами и фразами на итальянских диалектах. Вместе с тем, до нас дошёл сборник из примерно 550 латинских проповедей, составленный Каркано не позднее 1468 года, который тот использовал в качестве источника для произнесения проповедей на публике. В этих текстах не содержится каких-либо необычных для его времени и места пассажей: Каркано выступает прежде всего как моралист малой теологической оригинальности. Вместе с тем, очевидно, что его стилистические способности были на высоте, поскольку целые дословно скопированные фрагменты проповедей Каркано обнаруживаются в более поздних сочинениях иных авторов. Микеле Каркано выступает как типичный францисканец, стремящийся дойти в своих текстах прежде всего до сердец слушателей, а не столько до их разума — этим он сильно отличается от своих современников-доминиканцев. Также Каркано многократно высказывался в пользу нового крестового похода: в 1459, 1463 и 1481 годах.

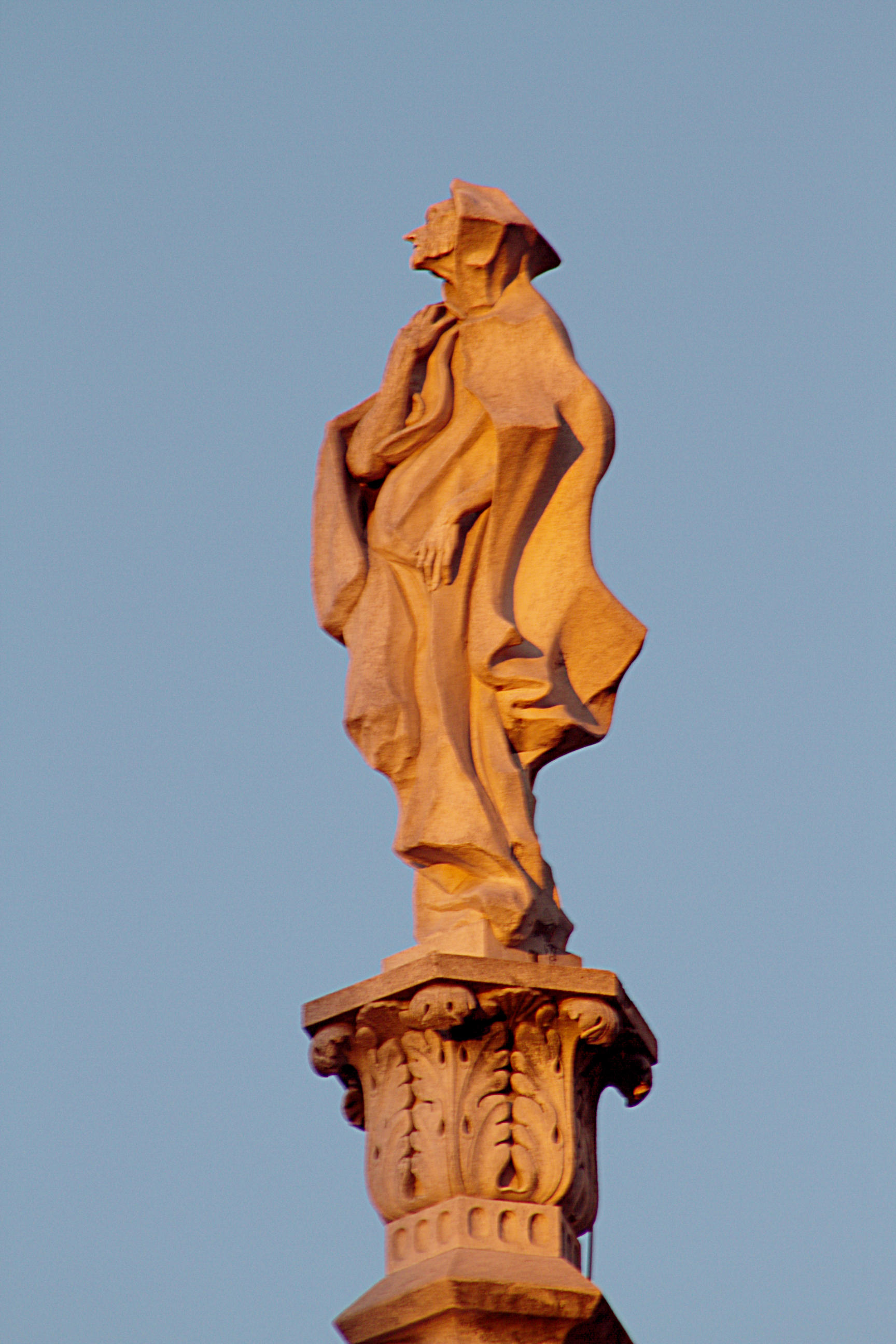
Статуя Микеле Каркано на крыше Миланского собора

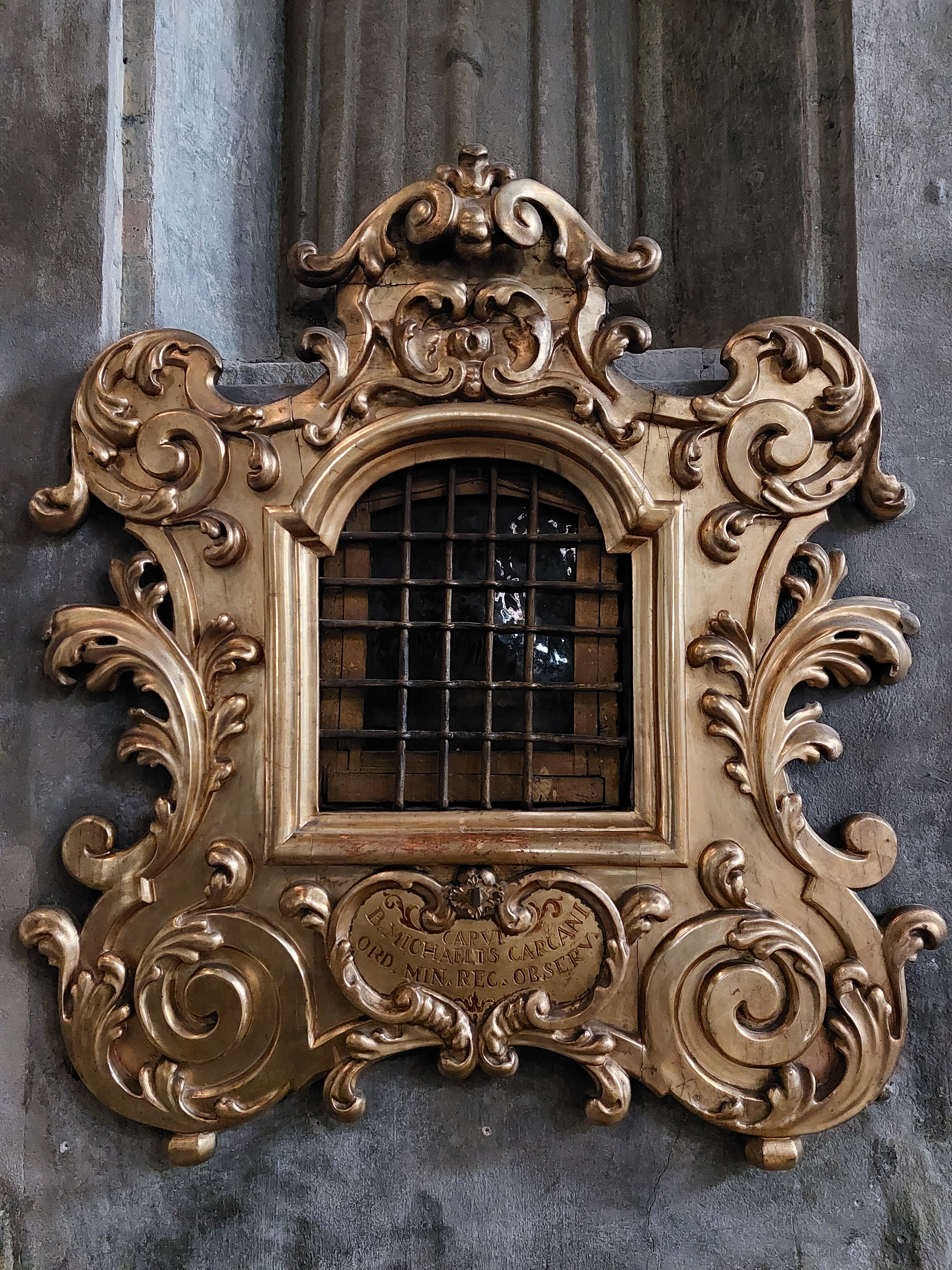
Ниша в церкви святого Франциска в Лоди, где хранится голова блаженного Каркано.

## В искусстве
В 1951 году на шпиле G8 Миланского собора была установлена выполненная скульптором Марио Бассетти по эскизам Ланфранко Фриджери статуя, изображающая Микеле Каркано. Она не слишком гармонична, резка в своих ломанных формах и резко контрастирует с соседними классическими статуями. Проповедник изображён с непокрытой головой, его лицо худо и угловато и смотрит на восток. Это одна из самых новых статуй, установленных на главном соборе города.